# Sam Corlett
Sam Corlett (Nuovo Galles del Sud, 23 aprile 1995) è un attore australiano.

## Biografia
Nel 2020, l'attore Sam Corlett ha ottenuto il ruolo del demone Caliban nella serie Le terrificanti avventure di Sabrina. Nel gennaio 2021 è stato annunciato che sarà protagonista della serie Vikings: Valhalla, spin-off della serie Vikings.

## Filmografia

### Cortometraggi
- Noah, regia di Shane van Litsenborgh (2018)[3]
- Pretty Face, regia di Ruby Darge (2018)[4]

### Cinema
- Chi è senza peccato - The Dry (The Dry), regia di Robert Connolly (2020)

### Televisione
- Acting for a Cause (2020), 1 episodio[5]
- Le terrificanti avventure di Sabrina (2020), 14 episodi[6]
- Vikings: Valhalla (2022-2024), 24 episodi[2]